# 潍坊新村街道
潍坊新村街道是中国上海市浦东新区下辖的一个街道。面积3.89平方公里。户籍人口9.3万人（2008年）。

## 行政区划
潍坊新村街道下辖潍坊一村居委会、潍坊二村居委会、潍坊三村居委会、潍坊四村居委会、潍坊五村居委会、潍坊六七村居委会、潍坊八村居委会、潍坊九村居委会、潍坊十村第一居委会、潍坊十村第二居委会、竹园居委会、源竹居委会、竹南居委会、福竹居委会、张杨居委会、朱家滩居委会、泉东第一居委会、王家宅居委会、崂山东路居委会、杨家渡居委会、张家浜居委会、谢家宅居委会、陈家宅居委会、东南居委会、泉东第二居委会、香榭丽居委会、世茂滨江第一居委会。

## 街道荣誉
近年来，潍坊社区（街道）荣获了全国第一、二次经济普查工作先进集体、全国刑释解教人员安置帮教工作先进集体、全国和谐社区建设自主创新奖、全国1%人口抽样调查先进单位、全国民政全优街道、全国军民共建社会主义精神文明先进单位、全国和谐邻里建设示范街道、全国社区共建共享先进街道。全国安全社区等国家级荣誉。是上海市先进街道、上海市社区建设模范街道、是首批荣誉05版文明社区的街道、并连续10届20年荣誉上海市社会治安综合治理先进集体、上海市爱国卫生先进集体、上海市科普示范街道、上海市民族团结进步优秀社区。上海市交通文明街镇、上海市学习型社区创建奖、迎特奥优秀组织奖等市级荣誉。